# 洛扎讷站
洛扎讷站，是法国的一个铁路车站，位于法国城市洛扎讷。

## 位置
洛扎讷站位于洛扎讷市区的中部偏西南，帕赖－日沃尔铁路和勒科托－圣日耳曼欧蒙多尔铁路在此交汇。车站大致呈东西走向，开口朝北。
在巴黎－里昂高速铁路开通以前，洛扎讷曾为里昂前往法国西部和北部地区的重要通道。

## 设施
洛扎讷站设有人工售票窗口，其开放时间如下：
- 周一至五：6:30~13:25
- 周六：9:10~12:30和13:30~17:20
- 周日及节假日：关闭

此外，洛扎讷站还设有自动售票机等设施。

## 停靠线路
以下列车线路在洛扎讷站停靠：
| 洛扎讷站列车线路表         |      |                    |                               |              |
| 线路                       | 车种 | 上一站             | 下一站                        | 大致运行频率 |
| 罗阿讷—里昂（佩拉什）      | TER  | 塔拉尔             | 沙宰-马西伊/阿尔比尼-讷维尔   | 每天12趟左右 |
| 罗阿讷—里昂（韦斯）        | TER  | 塔拉尔             | 沙宰-马西伊                   | 每天7趟左右  |
| 讷韦尔/帕赖—里昂（佩拉什） | TER  | 阿泽尔格河畔沙蒂永 | 里昂（帕尔迪厄）/里昂（韦斯） | 每天3趟左右  |
| 图尔—里昂（佩拉什）        | TER  | 勒布瓦德万-莱尼    | 里昂（帕尔迪厄）              | 每天1趟      |
| 洛扎讷—塔桑                | TER  | （起点）           | 阿泽尔格河畔锡夫里约          | 每天10趟左右 |
| 1.                         |      |                    |                               |              |

## 配套交通

### 长途客车
| 停靠洛扎讷站的大巴车 |              | |
| 上下车地点           | 运营单位     | 主要线路及目的地 |
| 洛扎讷站门口         | SNCF Car TER | - 20线：阿泽尔格河畔拉米尔、普勒莱塞沙莫 - 23线：多马坦-利雪站、达尔迪伊、里昂戈尔日德卢站 - 当某条铁路线施工或罢工时，SNCF可能也会提供途径该线路沿途站点的大巴车 |
| 1. 2.                |              | |

### 市内交通
洛扎讷站附近暂无城市公共交通线路。

### 社会车辆
洛扎讷站东侧设有大型社会车辆停车场。

## 临近车站
| 洛扎讷站（Gare de Lozanne）    |                              |                        |
| 上行车站                       | 线路                         | 下行车站               |
| 阿泽尔格河畔沙蒂永站           | 帕赖－日沃尔铁路             | 阿泽尔格河畔锡夫里约站 |
| 拉尔布雷勒站                   | 勒科托－圣日耳曼欧蒙多尔铁路 | 沙宰-马西伊站          |
| - 本表仅显示运营中的线路及车站 |                              |                        |